# Zaccanopoli
Zaccanopoli (griechisch: Sachanopolis) ist eine süditalienische Gemeinde (comune) mit 642 Einwohnern (Stand 31. Dezember 2023) in der Provinz Vibo Valentia in Kalabrien. Die Gemeinde liegt etwa 14 Kilometer westlich von Vibo Valentia.